# Épouvante et surnaturel en littérature

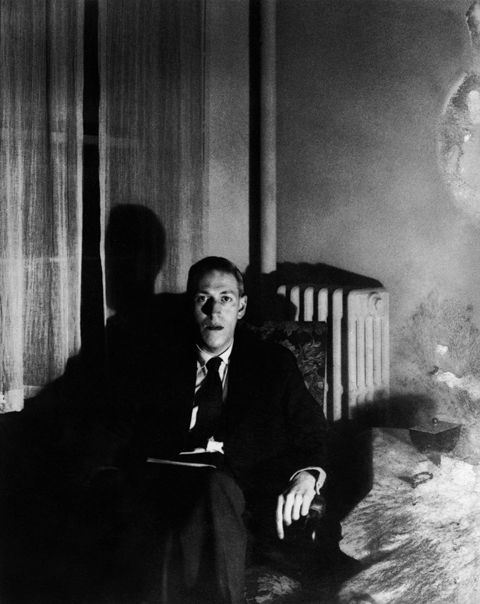
H. P. Lovecraft en 1930.

Épouvante et surnaturel en littérature (Supernatural Horror in Literature) est un essai de 28 000 mots de l'écrivain américain H. P. Lovecraft, qui examine le développement et les réalisations de la fiction d'épouvante des années 1920 et 1930. Les recherches et sa mise à l'écrit durent de novembre 1925 à mai 1927. Il est publié pour la première fois en août 1927, puis révisé et augmenté en 1933-1934.

## L'essai
L'essai de Lovecraft est très étendu, mais il examine d'abord les débuts de la fiction étrange dans le roman gothique primitif. Pour indiquer ce qu'il faut lire dans le gothique primitif, il s'appuie en partie sur l'enquête historique d'Edith Birkhead (en) de 1921 The Tale of Terror, et il peut également s'appuyer sur l'expertise des nombreux experts et collectionneurs de son entourage. La majeure partie de l'essai est écrite à New York, où Lovecraft a un accès facile aux grandes bibliothèques publiques de la ville, ainsi qu'aux collections de ses amis, et il peut largement lire et obtenir des œuvres obscures et rares. Son enquête procède ensuite à un aperçu du développement du surnaturel et de l'étrange dans l'œuvre d'écrivains majeurs tels qu'Ambrose Bierce, Nathaniel Hawthorne et Edgar Allan Poe. Lovecraft nomme les quatre « maîtres modernes » de l'horreur comme étant : Algernon Blackwood, Lord Dunsany,  Montague Rhodes James et Arthur Machen. En plus de ces maîtres, il essaie de faire de l'essai une étude globale, et en mentionne ou en note ainsi beaucoup d'autres en passant.

## Historique des publications
Le texte est publié pour la première fois en août 1927 dans le magazine The Recluse, qui ne connaît qu'un seul numéro, et des exemplaires sont largement diffusés. Il est ensuite publié en partie sous forme de série révisée dans The Fantasy Fan en 1933-35. Le texte complet révisé devient facilement accessible au public grâce à sa présence dans The Outsider and Others (1939).

## Réception critique
Dans An H. P. Lovecraft Encyclopedia, le texte est qualifié d'« essai littéraire le plus important de HPL et l'une des meilleures analyses historiques de la littérature d'épouvante ». Après la première publication, le critique Edmund Wilson, qui n'est pas un admirateur des œuvres de Lovecraft, salue le récent essai comme un « ouvrage vraiment au point [...] sur un domaine qu'il a lu de manière assidue - il en connait beaucoup sur les romanciers gothiques — et en parle avec beaucoup d'intelligence ». David G. Hartwell (en) considère l'essai comme le « plus important sur la littérature d'épouvante ».